# A titkok kulcsa
A titkok kulcsa (eredeti cím: The Skeleton Key) 2005-ben bemutatott amerikai természetfeletti horrorfilm, melyet Ehren Kruger forgatókönyvéből Iain Softley rendezett. A főbb szerepekben Kate Hudson, Gena Rowlands, John Hurt, Peter Sarsgaard és Joy Bryant látható.
Az Amerikai Egyesült Államokban 2005. augusztus 12-én mutatták be. Magyarországon augusztus 25-én jelent meg szinkronizálva az UIP-Dunafilm forgalmazásában. Vegyes kritikákat kapott, de bevételi szempontból jól teljesített. 

## Cselekmény
Caroline Ellis kórházi nővér otthagyja állását egy idősek otthonában, és felveszik egy elszigetelt ültetvényes ház gondnokának a louisianai Terrebonne Parishben. A ház idősödő háziasszonyának, Violet Devereaux-nak segítségre van szüksége férje, Benjamin gondozásában, aki egy nyilvánvaló agyvérzés következtében nagyrészt lebénult. A család hagyatéki ügyvédjének, Luke Marshallnak a nyomására Caroline elfogadja az állást.
Miután Ben megpróbál elmenekülni a szobájából egy vihar közepette, Caroline a ház padlásán kutakodik, ahol Violet szerint Ben agyvérzést kapott; egy csontvázkulcsot használ, amelyet Violet adott neki. Felfedez egy titkos szobát, amely tele van rituális eszközökkel. Caroline szembenéz Violettel, aki elárulja, hogy a szoba két afroamerikai szolgaé volt, akik 90 évvel ezelőtt a házban dolgoztak. A szolgák, Cecile mama és Igazság papa, híres hoodoo-gyakorlók voltak; meglincselték őket, miután rituálét tartottak a tulajdonosok két gyermekével, akiktől Violet és Ben később megvették a házat. Violet elmondja Caroline-nak, hogy nem tartanak tükröt a házban, mert Cecile és Papa tükörképét látják benne. Caroline kölcsönvesz egy gramofonlemezt a padlásról: Conjure of Sacrifice, egy felvétel, amelyen Igazság papa egy hoodoo-rituálét szavalja el.
Caroline azt gyanítja, hogy Ben agyvérzése a hoodoo miatt történt, de úgy véli, a bénult állapotát inkább a saját hite által kiváltott nocebo hatás okozta, mint valami természetfeletti jelenség. Barátnője, Jill tanácsát megfogadva Caroline felkeresi a közeli mosodában lévő rejtett hoodoo boltot, ahol egy hoodoo asszony eszközöket és utasításokat ad neki Ben meggyógyításához. Miután a nő elvégzi a rituálét, Ben visszanyeri némi mozgás- és beszédképességét, és könyörög Caroline-nak, hogy vigye el őt Violettől.
Caroline elmondja Luke-nak, hogy gyanakszik Violetre, de ő továbbra is szkeptikus marad. Elutaznak egy benzinkúthoz, amelyet Caroline már korábban megjegyzett, hogy téglaporral van körbeszórva, amiről azt mondták neki, hogy egy hagyományos hoodoo védekezés; állítólag senki, aki rosszat akar valakinek, nem tud áthaladni egy téglaporral kirakott vonalon. A lány az egyik tulajdonost, egy vak nőt kérdezi a Conjure of Sacrifice-ről, amelyről megtudja, hogy egy olyan varázsige, amelyben a varázsló ellopja az áldozat hátralévő életéveit. Caroline egyre inkább meg van győződve a hoodoo eredetiségéről, és attól tart, hogy Violet hamarosan Benen is végrehajtja a varázslatot.
Caroline felfedezi, hogy Violet képtelen áthaladni a ház egyik ajtajánál leszórt téglaporon, ami megerősíti gyanúját. Magatehetetlenné teszi Violetet, és megpróbál elmenekülni a házból Bennel, de a bejárati kapu be van láncolva. Caroline elrejti Bent a birtokon, és bemegy Luke irodájába segítségért. Luke, akiről kiderül, hogy Violet bűntársa, visszaviszi Caroline-t a házba. Caroline megszökik, harcba keveredik Violet-tel, és erőszakkal lelöki őt a lépcsőn, melynek során eltörik a lába. A téglapor stratégiai felhasználásával Caroline a padlásra menekül, hívja a 911-et és Jill segítségét kéri, és elmond egy, szerinte védekező varázsigét. Violet, miután utoléri, kiderül, hogy valójában egy védőkörbe zárta magát. Violet egy egészalakos tükröt tol Caroline elé, amiben az igazi tulajdonos lánya, majd Violet, végül pedig Cecile mama tükröződik. Az Conjure of Sacrifice felvétele szólal meg, és a kettő testet megcserélődik.
Violet (akiről kiderül, hogy ő Cecile mama, vagyis Violet testét az ördögűzés révén elfoglalta) Caroline testében ébred fel, és erőszakkal bead Caroline-nak (aki most Violet testében van) egy olyan bájitalt, amely a Benéhez hasonló, szélütésszerű bénult állapotot idéz elő. Luke (valójában Igazság papa) megérkezik az emeletre, és elárulja, hogy Cecile mama és Igazság papa új embereken végezték az áldozati bűbájt a feltételezett haláluk óta; a két gyerekkel közvetlenül a meglincselés előtt cseréltek helyet. Mivel a hoodoo állítólag csak azokon hat, akik hisznek benne, Cecile-nek és Igazságnak meg kellett várnia, hogy Caroline a saját nyomozása révén higgyen a hoodoo-ban.
Másnap reggel megérkezik a mentőszolgálat, és elviszik Caroline-t és Luke-ot, akik Violet és Ben megbénult, haldokló testében rekedtek; amikor Jill megérkezik, "Luke" elmondja neki, hogy Devereaux-ék Caroline-ra hagyták a házat, ezzel biztosítva, hogy Cecile és Igazság továbbra is a házban lakjanak.

## Szereplők
| Szerep                   | Színész         | Magyar hang    |
| ------------------------ | --------------- | -------------- |
| Caroline Ellis           | Kate Hudson     | Kerekes Andrea |
| Violet Devereaux         | Gena Rowlands   | Szabó Éva      |
| Benjamin „Ben” Devereaux | John Hurt       | nem szólal meg |
| Luke Marshall            | Peter Sarsgaard | Holl Nándor    |
| Jill Dupay               | Joy Bryant      | Szénási Kata   |
| Cecile mama              | Jeryl Prescott  |                |
| Igazság papa             | Ronald McCall   |                |

## Fogadtatás
A Metacritic oldalán a film értékelése 32% a 100-ból, ami 47 véleményen alapul. A Rotten Tomatoeson a Titkok kulcsa 38%-os minősítést kapott, 150 értékelés alapján.
A film bevételi szempontból sikeresen teljesített, 43 millió dolláros költségvetés mellett több mint 91,9 millió dollárral zárt.